# Kneahînea, Velîkîi Bereznîi
Kneahînea (în ucraineană Княгиня) este un sat în comuna Strîceava din raionul Velîkîi Bereznîi, regiunea Transcarpatia, Ucraina.

## Demografie
Componența lingvistică a localității Kneahînea
     Ucraineană (98,43%)
     Alte limbi (1,57%)
Conform recensământului din 2001, majoritatea populației localității Kneahînea era vorbitoare de ucraineană (98,43%), existând în minoritate și vorbitori de alte limbi.